# Lasse Petry
Lasse Petry Andersen (født 19. september 1992 i Smørumnedre) er en dansk fodboldspiller, der spiller for islanske Valur.

## Karriere
Petry startede sin karriere i den lokale klub Ledøje-Smørum Fodbold (LSF), inden han skiftede til FC Nordsjælland.

### FC Nordsjælland
Lasse Petry startede sin professionelle karriere i FC Nordsjælland, hvor han også havde spillet som ungdomsspiller. Han debuterede for klubbens førstehold i en pokalkamp mod Randers FC i april 2011, hvor FC Nordsjælland vandt 1-0.
Omkring et år senere fik Petry sin debut i Superligaen, da han sammen med kroaten Ivan Runje debuterede mod AC Horsens den 25. marts 2012..
I november 2013 forlængende Petry sin aftale med FC Nordsjælland frem til udgangen af 2017
I maj 2018 meddelte FC Nordsjælland på deres hjemmeside, at Lasse Petry fprlod klubben efter kontaktudløb den 30. juni.

### Lyngby Boldklub
Lørdag den 18. august 2018 kunne Lyngby offentliggøre, at de hentede Lasse Petry på en halvtårig aftale.

### Valur
Mandag den 7. januar 2019 kunne Valur offentliggøre at de hentede Lasse Petry.